# Медаль «За оккупационную службу» (ВМС США)
Военно-морская медаль «За оккупационную службу» (англ. Navy Occupation Service Medal) — военная награда ВМС США, вручаемая чтобы «почтить службу персонала флота, морской пехоты и береговой охраны по оккупации некоторых территорий противников США в ходе Второй мировой войны и признать заслуги персонала, проходившего службу в европейских и азиатских оккупационных войсках в ходе и после Второй мировой войны». Медаль также вручается персоналу, проходившему службу в западном Берлине в 1945—1990 годы.
Награждение медалью может проводиться только однократно. Эквивалентом военно-морской медали является армейская медаль «За оккупационную службу». Никто не мог быть награждённым обеими этими медалями, они являются взаимоисключающими.
Медаль разработана А. А. Вайманом. На лицевой стороне изображён Нептун верхом на Гиппокампусе и надпись «Оккупационная служба». На оборотной стороне выбиты слова «ВМС США» (или «Корпус морской пехоты США») так же как и на медали «За Доминиканскую кампанию». Медаль учреждена 22 января 1947 года.
К медали выдаются две прямоугольные пряжки «Европа» и (или) «Азия», которые носятся на медали. Также дозволено носить пряжку «Берлинский авиамост» для военно-морского персонала прослужившего 90 или более дней в частях поддерживавших берлинский авиамост в 1948—1949 годах в ходе блокады.

### Пряжка «Европа»
Служба в следующих географических областях и в соответствующие временные сроки даёт право на ношение пряжки «Европа»
- Италия (8 ноября 1945 — 15 декабря 1947)
- Триест (8 мая 1945 — 25 октября 1954)
- Германия (8 мая 1945 — 5 мая 1955) (исключая Берлин)
- Австрия (8 мая 1945 — 25 октября 1955)
- Западный Берлин (8 мая 1945 — 3 октября 1990)

Служба в период с 9 мая по 8 ноября 1945 года может не рассматриваться как критерий для награждения (если только лицо не имеет право на награждение медалью «За Европейско-африканско-средневосточную кампанию»)

### Пряжка «Азия»
Служба на берегу или на кораблях в следующих географических областях и в соответствующие временные сроки даёт право на ношение пряжки «Азия»
- Японские территории (2 сентября 1945 — 27 апреля 1952)
- Корея и прилегающие острова (2 сентября 1945 — 27 апреля 1952)

Служба в период с 2 марта 1946 года может не рассматриваться как критерий для награждения (если только лицо не имеет право на награждение медалью «За Азиатско-тихоокеанскую кампанию» за службу до 2 сентября 1945 года)
Служба после 27 августа 1950 года попадает под критерий награждения медалью «За службу в Корее», что исключает награждение медалью «За оккупационную службу»